# Housatonic
Housatonic – jednostka osadnicza w Stanach Zjednoczonych, w stanie Massachusetts, w hrabstwie Berkshire.